# 月と花束
「月と花束」（つきとはなたば）は、日本のミュージシャン・さユりの6thシングル。2018年2月28日にアリオラジャパンから発売された。

## 概要
前作「平行線」より1年ぶりのシングル。表題曲「月と花束」はテレビアニメ『Fate/EXTRA Last Encore』のエンディング・テーマのために書き下ろした楽曲で、2019年12月18日にリリースされる「Fate」シリーズの主題歌コンピレーションアルバム「Fate song material」にも収録された。
発売形態は、通常盤、初回生産限定盤、期間生産限定盤の3種類で、通常盤と初回生産限定盤には、「酸欠少女さユりキャラカード」、期間生産限定盤には、「Fate/EXTRA Last encore キャラカード」が付属されている。

## 収録曲

### 通常盤
| 全作詞・作曲: さユり。 |                                                               |           |            |                  |      |
| #                      | タイトル                                                      | 作詞      | 作曲・編曲 | 編曲             | 時間 |
| 1.                     | 「月と花束」(「 Fate/EXTRA Last encore」エンディング・テーマ) | さユり    | さユり     | 江口亮           | 4:36 |
| 2.                     | 「プルースト」                                                | さユり    | さユり     | バックガスマスク | 4:35 |
| 合計時間:              | 合計時間:                                                     | 合計時間: | 9:11       |                  |      |

### 初回生産限定盤
| 全作詞・作曲: さユり。 |                             |           |            |                  |      |
| #                      | タイトル                    | 作詞      | 作曲・編曲 | 編曲             | 時間 |
| 1.                     | 「月と花束」                | さユり    | さユり     |                  | 4:35 |
| 2.                     | 「平行線 - 弾き語りver. -」 | さユり    | さユり     |                  | 5:06 |
| 3.                     | 「日向雨」                  | さユり    | さユり     | バックガスマスク | 3:17 |
| 合計時間:              | 合計時間:                   | 合計時間: | 12:58      |                  |      |

| #  | タイトル                               | 作詞 | 作曲・編曲 |
| -- | -------------------------------------- | ---- | ---------- |
| 1. | 「「月と花束」MV（フルレングスver.）」 |      |            |

### 期間生産限定盤
| 全作詞・作曲: さユり。 |                             |           |            |        |      |
| #                      | タイトル                    | 作詞      | 作曲・編曲 | 編曲   | 時間 |
| 1.                     | 「月と花束」                | さユり    | さユり     |        | 4:36 |
| 2.                     | 「レテ」                    | さユり    | さユり     | 江口亮 | 6:07 |
| 3.                     | 「月と花束 - アニメver. -」 | さユり    | さユり     |        | 1:29 |
| 合計時間:              | 合計時間:                   | 合計時間: | 12:12      |        |      |

| #  | タイトル                                                   | 作詞 | 作曲・編曲 |
| -- | ---------------------------------------------------------- | ---- | ---------- |
| 1. | 「アニメ「Fate/EXTRA Last Encore」-ノンクレジットED映像-」 |      |            |